# Crematogaster biroi
Crematogaster biroi är en myrart som beskrevs av Mayr 1897. Crematogaster biroi ingår i släktet Crematogaster och familjen myror.

## Underarter
Arten delas in i följande underarter:
- C. b. andelis
- C. b. bandarensis
- C. b. biroi
- C. b. quadriruga
- C. b. smythiesii